# Polaggia
Polaggia es un pueblo y fracción italiano que forma parte del municipio de Berbenno di Valtellina. Tiene unos 1500 habitantes y una densidad de 700 hab/km ².

## Monumentos
Destacan-se en el pueblo, la iglesia de San Abundio, del siglo XIV, y la iglesia de San Gregorio, también del siglo XIV.

## Polagginidestacados
- Ugo de Censi. Sacerdote, fundador de la Operación Mato Grosso.
- Giovanni de Censi. Ejecutivo, presidente del Crédito Valtellinese.
- Arianna Fontana, atleta de pista corta.

- Datos: Q3907191

1. ↑  Worldpostalcodes.org, código postal n.º 23010.